# Lista odcinków serialu Elementary
Poniżej znajduje się lista odcinków serialu telewizyjnego Elementary – emitowanego przez amerykańską stację telewizyjną  CBS od 27 września 2012 roku. W Polsce jest dostępny w usłudze VOD oraz AXN.

## Przegląd sezonów
| Sezon | Sezon | Odcinki | Oryginalna emisja    | Oryginalna emisja | Oryginalna emisja | Oryginalna emisja | Oryginalna emisja |
| Sezon | Sezon | Odcinki | Premiera sezonu      | Finał sezonu      | Premiera sezonu   | Finał sezonu      |                   |
| ----- | ----- | ------- | -------------------- | ----------------- | ----------------- | ----------------- | ----------------- |
|       | 1     | 24      | 27 września 2012     | 16 maja 2013      | 12 listopada 2012 | 12 sierpnia 2013  |                   |
|       | 2     | 24      | 26 września 2013     | 15 maja 2014      | 18 listopada 2013 | 16 czerwca 2014   |                   |
|       | 3     | 24      | 30 października 2014 | 14 maja 2015      | 15 listopada 2014 | 30 maja 2015      |                   |
|       | 4     | 24      | 5 listopada 2015     | 8 maja 2016       | 15 listopada 2015 | 29 maja 2016      |                   |
|       | 5     | 24      | 2 października 2016  | 21 maja 2017      | 17 listopada 2016 | 2017              |                   |
|       | 6     | 21      | 30 kwietnia 2018     | 17 września 2018  |                   |                   |                   |
|       | 7     | 13      | 23 maja 2019         | 15 sierpnia 2019  |                   |                   |                   |

## Sezon 1 (2012-2013)
| Nr | #  | Tytuł                          | Reżyseria          | Scenariusz                                            | Premiera             | Premiera AXN      |
| --- | -- | ------------------------------ | ------------------ | ----------------------------------------------------- | -------------------- | ----------------- |
| 1 | 1  | Pilot                          | Michael Cuesta     | Robert Doherty                                        | 27 września 2012     | 12 listopada 2012 |
| Sherlock Holmes po zakończeniu odwyku zamieszkuje z Joan Watson, byłą lekarką, która pracuje jako opiekunka dla osób uzależnionych. Watson towarzyszy swojego podopiecznemu w jego codziennej pracy. Przedmiotem pierwszej sprawy jest śmierć żony doktora.                                                                                      |    |                                |                    |                                                       |                      |                   |
| 2 | 2  | While You Were Sleeping        | John David Coles   | Robert Doherty                                        | 4 października 2012  | 19 listopada 2012 |
| Dwóch spadkobierców fortuny jest podejrzanych o morderstwo, jedna z nich ma niepodważalne alibi a druga przebywa w śpiące. |    |                                |                    |                                                       |                      |                   |
| 3 | 3  | Child Predator                 | Rod Holcomb        | Peter Blake                                           | 18 października 2012 | 26 listopada 2012 |
| Sherlock Holmes pracuje nad sprawą seryjnego mordercy („Balloon Mana”), który atakuje dzieci. |    |                                |                    |                                                       |                      |                   |
| 4 | 4  | Rat Race                       | Rosemary Rodriguez | Craig Sweeny                                          | 25 października 2012 | 3 grudnia 2012    |
| Sherlock Holmes zostaje wynajęty przez firmę z Wall Street, po to by odnaleźć zaginionego kierownika. Holmes odnajduje mężczyznę martwego, co doprowadza go do kolejnych tajemniczych zgonów w kręgach kierowniczych. |    |                                |                    |                                                       |                      |                   |
| 5 | 5  | Lesser Evils                   | Colin Bucksey      | Liz Friedman                                          | 1 listopada 2012     | 10 grudnia 2012   |
| Podczas wizyty w szpitalnej kostnicy, Holmes przypadkiem odkrywa, iż terminalnie chory pacjent został zamordowany. Detektyw bada sprawę pod kątem tego, czy w szpitalu działa Anioł Śmierci. |    |                                |                    |                                                       |                      |                   |
| 6 | 6  | Flight Risk                    | David Platt        | Corinne Brinkerhoff                                   | 8 listopada 2012     | 17 grudnia 2012   |
| Detektywi badają okoliczności katastrofy małego samolotu, w wyniku której śmierć poniosły cztery osoby. Holmes twierdzi, iż jeden z pasażerów został zamordowany przed katastrofą. |    |                                |                    |                                                       |                      |                   |
| 7 | 7  | One Way to Get Off             | Seith Mann         | Christopher Silber                                    | 15 listopada 2012    | 18 lutego 2013    |
| Sherlock odkrywa zabójstwa, których modus operandi zgadza się z Wade’em Crewesem, seryjnym mordercą który przed laty został aresztowany przez Kapitana Gregsona. Holmes próbuje dowiedzieć się, czy nowe zabójstwa są dziełem naśladowcy czy może przed Gregson popełnił błąd. Dochodzenie to pogarsza relacje pomiędzy kapitanem a Sherlockiem. |    |                                |                    |                                                       |                      |                   |
| 8 | 8  | The Long Fuse                  | Andrew Bernstein   | Jeffrey Paul King                                     | 29 listopada 2012    | 25 lutego 2013    |
| Przedmiotem dochodzenia jest eksplozja w firmie działającej przez Internet. Bomba została podłożona cztery lata przed wybuchem.. |    |                                |                    |                                                       |                      |                   |
| 9 | 9  | You Do It to Yourself          | Phil Abraham       | Peter Blake                                           | 6 grudnia 2012       | 4 marca 2013      |
| Profesor orientalistyki zostaje zamordowany poprzez strzały w każde z oczu. Holmes odkrywa, iż ofiara była nałogowym hazardzistą. |    |                                |                    |                                                       |                      |                   |
| 10 | 10 | The Leviathan                  | Peter Werner       | Corinne Brinkerhoff, Craig Sweeny                     | 13 grudnia 2012      | 11 marca 2013     |
| Micah Erlich zatrudnia Holmesa by wyjaśnił sprawę kradzieży diamentu z bardzo dobrze zabezpieczonego sejfu. |    |                                |                    |                                                       |                      |                   |
| 11 | 11 | Dirty Laundry                  | John David Coles   | Liz Friedman, Christopher Silber                      | 3 stycznia 2013      | 18 marca 2013     |
| Śledztwo detektywów dotyczy zabójstwa menadżera drogiego hotelu, który gości dyplomatów. Ofiara zostaje znaleziona w hotelowej pralni. |    |                                |                    |                                                       |                      |                   |
| 12 | 12 | M.                             | John Polson        | Robert Doherty                                        | 10 stycznia 2013     | 25 marca 2013     |
| Sherlock prowadzi sprawę morderstw dokonanych przez tajemniczego M. (w tej roli Vinnie Jones), który wcześniej dokonywał zabójstw w Anglii. Holmes dostrzega szansę na odkupienie swoich win poprzez ujęcie tego mężczyzny, jednak ciężko mu zapanować nad emocjami.                                                                             |    |                                |                    |                                                       |                      |                   |
| 13 | 13 | The Red Team                   | Christine Moore    | Jeffrey Paul King, Craig Sweeny                       | 31 stycznia 2013     | 1 kwietnia 2013   |
| Mężczyzna prowadzący stronę z teoriami spiskowymi zostaje znaleziony martwy. Holmes podąża analizując poszlaki, dowiaduje się o istnieniu „Czerwonego Zespołu”. |    |                                |                    |                                                       |                      |                   |
| 14 | 14 | The Deductionist               | John Polson        | Craig Sweeny, Robert Doherty                          | 3 lutego 2013        | 8 kwietnia 2013   |
| Skazaniec, zostaje przetransportowany do szpitala po to by oddać nerkę swojej umierającej siostrze. Podczas zabiegu mężczyzna morduje pracowników sali operacyjnej a następnie ucieka. Holmes w celu rozwikłania sprawy, zmuszony jest współpracować z kobietą, której nie znosi.                                                                |    |                                |                    |                                                       |                      |                   |
| 15 | 15 | A Giant Gun, Filled with Drugs | Guy Ferland        | Christopher Silber, Corinne Brinkerhoff, Liz Friedman | 7 lutego 2013        | 15 kwietnia 2013  |
| Córka dealera narkotykowego zostaje uprowadzona. Dealer ten prosi Holmesa o pomoc, ponieważ w przeszłości zaopatrywał go w narkotyki. Pomimo protestów Watson, Sherlock decyduje się przyjąć sprawę. Dealer sugeruje Holmesowi, iż powrót do brania narkotyków pomoże mu rozwiązać tę sprawę.                                                    |    |                                |                    |                                                       |                      |                   |
| 16 | 16 | Details                        | Sanaa Hamri        | Robert Doherty, Jeffrey Paul King, Jason Tracey       | 14 lutego 2013       | 22 kwietnia 2013  |
| Detektyw Bell zostaje zaatakowany podczas jazdy powrotnej do domu. Podejrzenie bada na świeżo wypuszczonego z więzienia przestępcę, który jednak zostaje znaleziony martwy. Ostatecznie detektywi kojarzą napad na Bella z osobą jego brata, żyjącego na bakier z prawem.                                                                        |    |                                |                    |                                                       |                      |                   |
| 17 | 17 | Possibility Two                | Seith Mann         | Mark Goffman                                          | 21 lutego 2013       | 24 czerwca 2013   |
| Bogaty naukowiec zgłasza się do Holmesa twierdząc, iż został zarażony chorobą genetyczną. Holmes sprawdza, jak zdrowy, nieobciążony genetycznie człowiek może zachorować na genetyczną chorobę. |    |                                |                    |                                                       |                      |                   |
| 18 | 18 | Déjà Vu All Over Again         | Jerry Levine       | Brian Rodenbeck                                       | 14 marca 2013        | 1 lipca 2013      |
| Watson pracuje nad sprawą zaginionej kobiety, podczas gdy Holmes zajmuje się morderstwem w metrze. Okazuje się, iż obie sprawy są powiązane. |    |                                |                    |                                                       |                      |                   |
| 19 | 19 | Snow Angels                    | Andrew Bernstein   | Jason Tracey                                          | 4 kwietnia 2013      | 8 lipca 2013      |
| Watson i Holmes pracują nad sprawą zabójstwa strażnika, który zginął podczas nieudanego rabunku. Detektywi próbują rozwikłać prawdziwe intencje mordercy. |    |                                |                    |                                                       |                      |                   |
| 20 | 20 | Dead Man’s Switch              | Larry Teng         | Liz Friedman, Christopher Silber                      | 25 kwietnia 2013     | 15 lipca 2013     |
| Szantażysta próbuje wyłudzić pieniądze od ojców, pokazując im filmy wideo z ich córkami. Kiedy szantażysta zostaje znaleziony martwy, Holmes musi znaleźć jego wspólnika i zapobiec wypłynięciu nagrań do Internetu. |    |                                |                    |                                                       |                      |                   |
| 21 | 21 | A Landmark Story               | Peter Werner       | Corinne Brinkerhoff                                   | 2 maja 2013          | 22 lipca 2013     |
| Mężczyzna zajmujący się klasyfikacją budynków zostaje zamordowany poprzez zakłócenie pracy jego rozrusznika serca. Holmes odkrywa, iż mocodawcą mordercy był Moriarty. |    |                                |                    |                                                       |                      |                   |
| 22 | 22 | Risk Management                | Adam Davidson      | Liz Friedman, Robert Doherty                          | 9 maja 2013          | 29 lipca 2013     |
| Moriarty prosi Holmesa by ten rozwikłał sprawę zabójstwa mechanika na Brooklynie. Pomimo protestów Watson, Holmes zajmuje się sprawą, licząc iż w ten sposób przybliży się do identyfikacji Moriarty. |    |                                |                    |                                                       |                      |                   |
| 23 | 23 | The Woman                      | Seith Mann         | Robert Doherty, Craig Sweeny                          | 16 maja 2013         | 5 sierpnia 2013   |
| 24 | 24 | Heroine                        | John Polson        | Robert Doherty, Craig Sweeny                          | 16 maja 2013         | 12 sierpnia 2013  |

## Sezon 2 (2013-2014)
| Nr | #  | Tytuł                              | Reżyseria        | Scenariusz                        | Premiera             | Premiera AXN      |
| --- | -- | ---------------------------------- | ---------------- | --------------------------------- | -------------------- | ----------------- |
| 25 | 1  | Step Nine                          | John Polson      | Robert Doherty, Craig Sweeny      | 26 września 2013     | 18 listopada 2013 |
| Holmes i Watson udają się do Londynu by pomóc Lestrade rozwiązać sprawę morderstwa. |    |                                    |                  |                                   |                      |                   |
| 26 | 2  | Solve For X                        | Jerry Levine     | Jeffrey Paul King                 | 3 października 2013  | 25 listopada 2013 |
| Holmes i Watson rozwiązują sprawę zabójstwa dwóch matematyków, którzy pracowali nad rozwiązaniem bardzo trudnego problemu matematycznego. |    |                                    |                  |                                   |                      |                   |
| 27 | 3  | We Are Everyone                    | Michael Pressman | Craig Sweeny                      | 10 października 2013 | 2 grudnia 2013    |
| Holmes i Watson pracują nad sprawą związaną z cyberterroryzmem. |    |                                    |                  |                                   |                      |                   |
| 28 | 4  | Poison Pen                         | Andrew Bernstein | Liz Friedman                      | 17 października 2013 | 9 grudnia 2013    |
| Holmes i Watson zajmują się sprawą zabójstwa bogatego człowieka. Okazuje się, iż był on nielubiany i cała rodzina miała motyw by go zabić. |    |                                    |                  |                                   |                      |                   |
| 29 | 5  | Ancient History                    | Sanaa Hamri      | Jason Tracey                      | 24 października 2013 | 16 grudnia 2013   |
| Holmes zabiera Watson do prosektorium, gdzie natrafiają na zagadkową śmierć motocyklisty, której trop wiedzie w stronę rosyjskiej mafii. |    |                                    |                  |                                   |                      |                   |
| 30 | 6  | An Unnatural Arrangement           | Christine Moore  | Cathryn Humphris                  | 31 października 2012 | 10 lutego 2014    |
| Dom kapitana Gregsona zostaje zaatakowany przez napastnika, a żona policjanta cudem uchodzi z życiem. Okazuje się, iż celem nie był policjant. |    |                                    |                  |                                   |                      |                   |
| 31 | 7  | The Marchioness                    | Sanaa Hamri      | Christopher Hollier, Craig Sweeny | 7 listopada 2013     | 17 lutego 2014    |
| Mycroft prosi Holmesa o pomoc dla jego przyjaciółki, która zajmuje się hodowlą drogich koni. |    |                                    |                  |                                   |                      |                   |
| 32 | 8  | Blood Is Thicker                   | John Polson      | Bob Goodman                       | 14 listopada 2013    | 24 lutego 2014    |
| W Nowym Jorku zostaje zamordowana młoda kobieta, która jest powiązana z miliarderem. |    |                                    |                  |                                   |                      |                   |
| 33 | 9  | On the Line                        | Guy Ferland      | Jason Tracey                      | 21 listopada 2013    | 3 marca 2014      |
| Młoda kobieta popełnia samobójstwo na moście, w taki sposób aby wrobić mężczyznę, który przed laty miał zamordować jej siostrę. Holmes postanawia znaleźć dowody, aby skazać mężczyznę za zabójstwo sprzed lat. |    |                                    |                  |                                   |                      |                   |
| 34 | 10 | Tremors                            | Aaron Lipstadt   | Liz Friedman                      | 5 grudnia 2013       | 10 marca 2014     |
| Holmes zeznaje w sądzie w sprawie ataku na detektywa Bella, rozpoczynając historię od wizyty uzbrojonego młodego schizofrenika na komisariacie. |    |                                    |                  |                                   |                      |                   |
| 35 | 11 | Internal Audit                     | Jerry Levine     | Bob Goodman                       | 12 grudnia 2013      | 17 marca 2014     |
| Manager, prowadzący piramidę finansową zostaje zamordowany. Holmes i Watson muszą ustalić, który z oszukanych klientów dopuścił się zbrodni. |    |                                    |                  |                                   |                      |                   |
| 36 | 12 | The Diabolical Kind                | Larry Teng       | Robert Doherty, Craig Sweeny      | 2 stycznia 2014      | 24 marca 2014     |
| Po porwaniu dziecka, porywacze żądają kontaktu z Moriarty, która musi zostać dowieziona na komisariat. Holmes uważa, iż Moriarty jest w zmowie z porywaczami. |    |                                    |                  |                                   |                      |                   |
| 37 | 13 | All in the Family                  | Andrew Bernstein | Jason Tracey                      | 9 stycznia 2014      | 31 marca 2014     |
| Bell, który po postrzale zostaje przeniesiony do pracy w urzędzie, odnajduje przypadkiem zwłoki zamknięte w beczce w jednym z portów. Okazuje się, iż ofiara zginęła z powodu zemsty mafii. |    |                                    |                  |                                   |                      |                   |
| 38 | 14 | Dead Clade Walking                 | Helen Shaver     | Jeffrey Paul King                 | 30 stycznia 2014     | 7 kwietnia 2014   |
| Watson zajmuje się sprawą, którą przed laty nie potrafił rozwiązać Holmes. Sherlock pomaga swojemu podopiecznemu odeprzeć pokusę powrotu do nałogu. |    |                                    |                  |                                   |                      |                   |
| 39 | 15 | Corpse de Ballet                   | Jean de Segonzac | Liz Friedman                      | 6 lutego 2014        | 14 kwietnia 2014  |
| Podczas prób baletu zostają ujawnione zwłoki baleriny. W sprawę okazuje się być zamieszana prima donna. |    |                                    |                  |                                   |                      |                   |
| 40 | 16 | The One Percent Solution           | Guy Ferland      | Bob Goodman, Craig Sweeny         | 27 lutego 2014       | 21 kwietnia 2014  |
| Podczas lunchu w restauracji wybucha bomba, który zabija kilku ważnych bankierów i urzędnika. Poszkodowana korporacja przydziela Holmesowi Lestrada, aby ten pomógł znaleźć winnych zamachu. Holmes szybko się orientuje, iż jego dawny partner ukrywa przed nim okoliczności towarzyszące zbrodni. |    |                                    |                  |                                   |                      |                   |
| 41 | 17 | Ears to You                        | Seith Mann       | Lauren MacKenzie & Andrew Gettens | 6 marca 2014         | 28 kwietnia 2014  |
| Mężczyzna, którego żona zaginęła w 2010 roku, otrzymuje paczkę z uciętymi uszami małżonki oraz żądanie okupu. Holmes i Watson badają sprawę. |    |                                    |                  |                                   |                      |                   |
| 42 | 18 | The Hound of the Cancer Cells      | Michael Slovis   | Bob Goodman                       | 13 marca 2014        | 5 maja 2014       |
| Naukowiec, który wynalazł rewolucyjną metodę wykrywania raka, zostaje znaleziony martwy w swoim laboratorium. Holmes wyklucza samobójstwo i podążą śladem anonimowego krytyka korporacji medycznych, który mógł mieć motyw by zabić naukowca. Bell i Watson angażują się w sprawę zeznań młodej dziewczyny przeciwko narkotykowemu gangsterowi. |    |                                    |                  |                                   |                      |                   |
| 43 | 19 | The Many Mouths of Andrew Colville | Larry Teng       | Jason Trace                       | 3 kwietnia 2014      | 12 maja 2014      |
| Sherlock wraca do sprawy seryjnego mordercy - Andrew Colville’a, który zmarł na stole operacyjnym w 2006 roku podczas operacji, przy której asystowała Watson. Okazuje się, iż po śmierci mężczyzny pojawił się nowy zabójca, którego odcisk szczęki był taki sam jak Colville’a. |    |                                    |                  |                                   |                      |                   |
| 44 | 20 | No Lack of Void                    | Sanaa Hamri      | Liz Friedman, Jeffrey Paul King   | 10 kwietnia 2014     | 19 maja 2014      |
| Holmes i Watson prowadzą śledztwo w sprawie otrucia wąglikiem. W międzyczasie Sherlock dowiaduje się, iż jego przyjaciel Alistair zmarł z powodu przedawkowania heroiny. |    |                                    |                  |                                   |                      |                   |
| 45 | 21 | The Man With the Twisted Lip       | Seith Mann       | Craig Sweeny & Steve Gottfried    | 24 kwietnia 2014     | 26 maja 2014      |
| Holmes i Watson prowadzą poszukiwania zaginionej kobiety, której siostra uczęszcza na spotkania anonimowych narkomanów. Rozwiązując tę sprawę detektywi znajdują w parku zamordowanego człowieka, który był powiązany z firmą militarną produkującą drony. Watson zauważa w restauracji Mycrofta podejrzaną klientelę, której robi potajemnie zdjęcia. Sfotografowani mężczyźni okazują się być porywaczami i uprowadzają Watson.                                                                         |    |                                    |                  |                                   |                      |                   |
| 46 | 22 | Paint It Black                     | Lucy Liu         | Robert Hewitt Wolfe               | 1 maja 2014          | 2 czerwca 2014    |
| Mycroft dowiaduje się, iż Watson została porwana przez francuską mafię, która żąda dostarczenia okupu w postaci listy kont bankowych ukradzionych ze szwajcarskiego banku. Mycroft informuje brata o porwaniu, w wyniku czego obaj mężczyźni rozpoczynają śledztwo. Sherlock po zdobyciu okupu, zamierza włączyć do sprawy NSA, Mycroft aby do tego nie dopuścić, obezwładnia brata i sam udaje się na przekazanie okupu. Podczas przekazania okupu do akcji wkraczają agencji MI6.                       |    |                                    |                  |                                   |                      |                   |
| 47 | 23 | Art in the Blood                   | Guy Ferland      | Bob Goodman                       | 8 maja 2014          | 9 czerwca 2014    |
| Mycroft wyjawia bratu i Joan, iż od wielu lat jest pracownikiem MI6. Nowojorska komórka MI6 proponuje Sherlockowi wykonanie zadania: ma on wyjaśnić okoliczności śmierci byłego agenta wywiadu brytyjskiego. Okazuje się, iż ciało mężczyzny zostało pośmiertnie pozbawione rąk. Holmes odkrywa, iż były agent MI6 pracował nad ujawnieniem tożsamości szpiega, który sabotował pracę MI6 i zdradzał tajemnicę wywiadu brytyjskiego. Mycroft zostaje wrobiony w śmierć byłego agenta oraz w zdradę stanu. |    |                                    |                  |                                   |                      |                   |
| 48 | 24 | The Grand Experiment               | John Polson      | Robert Doherty, Craig Sweeny      | 15 maja 2014         | 16 czerwca 2014   |
| Holmes umieszcza brata w bezpiecznym miejscu a sam wraz z Joan pracuje nad identyfikacją tożsamości szpiega, który wrobił Mycrofta. Holmes dochodzi do wniosku, iż zdrajcą jest przełożony Mycrofta. Joan postanawia wyprowadzić się od Holmesa. Sherlock zgadza się zaś zostać agentem MI6. |    |                                    |                  |                                   |                      |                   |

## Sezon 3 (2014-2015)
13 marca 2014 roku, stacja CBS zamówiła oficjalnie 3 sezon serialu Elementary
| Nr | #  | Tytuł                                  | Reżyseria       | Scenariusz                     | Premiera             | Premiera Seriale+ |
| --- | -- | -------------------------------------- | --------------- | ------------------------------ | -------------------- | ----------------- |
| 49 | 1  | Enough Nemesis To Go Around            | John Polson     | Robert Doherty, Craig Sweeny   | 30 października 2014 | 15 listopada 2014 |
| Po sześciu miesiącach od wyprowadzenia się od Holmesa, Watson pracuje nad sprawę związaną z ujęciem szefowej narkotykowego kartelu. Holmes wraca z Anglii wraz ze swoją nową asystentką – Kitty. |    |                                        |                 |                                |                      |                   |
| 50 | 2  | The Five Orange Pipz                   | Larry Teng      | Bob Goodman                    | 6 listopada 2014     | 22 listopada 2014 |
| Sherlock i Watson łączą siły pracując nad sprawą podwójnego zabójstwa. Kitty jest zazdrosna o Watson. |    |                                        |                 |                                |                      |                   |
| 51 | 3  | Just a Regular Irregular               | Jerry Levine    | Robert Hewitt Wolfe            | 13 listopada 2014    | 29 listopada 2014 |
| W Nowym Jorku dochodzi do serii zabójstw matematyków, którzy rywalizują w grze matematycznej. Pierwszą ofiarę znajduje Harlan Emple, który w przeszłości współpracował z Holmesem. |    |                                        |                 |                                |                      |                   |
| 52 | 4  | Bella                                  | Guy Ferland     | Craig Sweeny                   | 20 listopada 2014    | 6 grudnia 2014    |
| Sherlock zajmuje się sprawą komputera o imieniu Bella, który został zaprogramowany by być sztuczną inteligencją. Wkrótce komputer ten doprowadza do śmierci programisty, który programował Bellę. |    |                                        |                 |                                |                      |                   |
| 53 | 5  | Rip Off                                | John Polson     | Jason Tracey                   | 27 listopada 2014    | 13 grudnia 2014   |
| Sherlock bada sprawę dłoni, która zostaje znaleziona na ulicy. Ustala, iż ofiara miała związek z handlem diamentami. |    |                                        |                 |                                |                      |                   |
| 54 | 6  | Terra Pericolosa                       | Aaron Lipstadt  | Bob Goodman, Jeffrey Paul King | 4 grudnia 2014       | 20 grudnia 2014   |
| Sherlock, Kitty i Watson badają sprawę włamania do muzeum i kradzieży starej mapy oraz zabójstw, które łącza się z tą kradzieżą. |    |                                        |                 |                                |                      |                   |
| 55 | 7  | The Adventure of the Nutmeg Concoction | Christine Moore | Peter Ocko                     | 11 grudnia 2014      | 27 grudnia 2014   |
| Watson zostaje poproszona o rozwikłanie sprawy sprzed lat, w której zaginęła kobieta. Sherlock i Kitty dołączają do Watson, a następnie wspólnie odkrywają, iż sprawa tego zaginięcia miała związek z działalnością człowieka, który na miejscach zbrodni pozostawiał zapach gałki muszkatołowej. |    |                                        |                 |                                |                      |                   |
| 56 | 8  | End of Watch                           | Ron Fortunato   | Robert Hewitt Wolfe            | 18 grudnia 2014      | 3 stycznia 2015   |
| Na ulicy zostaje brutalnie zamordowany policjant, który pracuje w policyjnym magazynie broni. Holmes i Watson odkrywają, iż ofiara była uzależniona od leków na receptę. |    |                                        |                 |                                |                      |                   |
| 57 | 9  | The Eternity Injection                 | Larry Teng      | Craig Sweeny                   | 8 stycznia 2015      | 10 stycznia 2015  |
| Holmes i Watson pracują nad sprawą zabójstwa pielęgniarki. Okazuje się, iż kobieta brała udział w nielegalnym teście medycznym. |    |                                        |                 |                                |                      |                   |
| 58 | 10 | Seed Money                             | John Polson     | Brian Rodenbeck                | 15 stycznia 2015     | 17 stycznia 2015  |
| W kamienicy zostaje zamordowane starsze małżeństwo. Holmes odkrywa, iż para zginęła przypadkiem, a prawdziwym celem był spalony w piwnicy doktor botaniki i genetyki, który hodował dla kartelu narkotykowego marihuanę. Ofiara była powiązana także z koncernem botanicznym. Kitty prowadzi samodzielnie sprawę zaginięcia dziewczyny. Watson podejmuje współpracę jako detektyw z korporacją ubezpieczeniową. Sherlock postanawia zaproponować Kitty partnerstwo.                                                  |    |                                        |                 |                                |                      |                   |
| 59 | 11 | The Illustrious Client                 | Guy Ferland     | Jason Tracey                   | 22 stycznia 2015     | 7 lutego 2015     |
| W mieści znalezione zostaje ciało kobiety, która przed śmiercią była przypalana tak samo jak Kitty. Podejrzanym zostaje Simon DeMerville, który prowadzi burdel z nielegalnymi imigrantkami. Policji nie udaje się go przesłuchać, ponieważ zostaje zamordowany. Kitty po przeprowadzeniu wstępnej autopsji stwierdza, iż zamordowany mężczyzna nie był jej gwałcicielem. Kitty słysząc głos nowego szefa Watson – Dela Grunera, jest pewna iż to właśnie ten mężczyzna zgwałcił i okaleczył ją przed laty w Anglii. |    |                                        |                 |                                |                      |                   |
| 60 | 12 | The One That Got Away                  | Seith Mann      | Robert Doherty                 | 29 stycznia 2015     | 14 lutego 2015    |
| Policja oraz Holmes i Watson zbierają dowody by oskarżyć Dela Grunera, który jest znanym nowojorskim filantropem i biznesmenem. Kitty po kryjomu obmyśla swój plan zemsty, podczas gdy Sherlock znajduje powiązanie pomiędzy Grunerem a jedną z jego wcześniejszych ofiar. Kitty porywa Grunera, planując go zabić, jednakże po rozmowie z Holmesem, poprzestaje tylko na okaleczeniu swojego oprawcy. Aby uniknąć odpowiedzialności Kitty opuszcza Nowy Jork.                                                       |    |                                        |                 |                                |                      |                   |
| 61 | 13 | Hemlock                                | Christine Moore | Arika Lisanne Mittman          | 5 lutego 2015        | 21 lutego 2015    |
| Klientką Holmesa zostaje kobieta w średnim wieku, która martwi się o to, iż jej mąż ją zdradza. Holmes i Watson odkrywają, iż mężczyzna ten kilka miesięcy wcześniej został zwolniony z pracy o czym nie powiedział swojej żonie i obecnie prowadzi nową działalność, która polega na ściąganiu wykupionych długów. Holmes odkrywa jego tajemne biuro, w którym znajduje fragmenty ludzkiego mózgu. |    |                                        |                 |                                |                      |                   |
| 62 | 14 | The Female of the Species              | Lucy Liu        | Jeffrey Paul King              | 12 lutego 2015       | 28 lutego 2015    |
| Holmes i Watson pracują nad sprawą kradzieży dwóch źrebnych zebr z zoo w Nowym Jorku. Okazuje się, iż porwaniu towarzyszy zabójstwo weterynarza. |    |                                        |                 |                                |                      |                   |
| 63 | 15 | When Your Number's Up                  | Jerry Levine    | Bob Goodman                    | 19 lutego 2015       | 7 marca 2015      |
| Przedmiotem dochodzenia są morderstwa osób, których bliscy zginęli w katastrofie lotniczej. Holmes odkrywa, iż sprawca chce wpłynąć w ten sposób na wysokość odszkodowania należnego rodzinom. |    |                                        |                 |                                |                      |                   |
| 64 | 16 | For All You Know                       | Peter Ocko      | Guy Ferland                    | 5 marca 2015         | 14 marca 2015     |
| Holmes zostaje oskarżony o zabójstwo w 2011 roku nielegalnej imigrantki, która pracowała jako sprzątaczka. Holmes nie pamięta szczegółów tej sprawy, ponieważ w tamtym okresie był pogrążony w narkomanii. |    |                                        |                 |                                |                      |                   |
| 65 | 17 | T-Bone and the Iceman                  | Michael Slovis  | Jason Tracey                   | 12 marca 2015        | 21 marca 2015     |
| Na środku skrzyżowania zostaje zamordowana studentka, która wcześniej spowodowała stłuczkę z pojazdem, który przewoził chłodziwo. Holmes odkrywa, iż pojazd był powiązany z firmą oferującą krioniczny pochówek. Matka Watson skarży się na swojego syna, który jej zdaniem ma zdradzać swoją żonę. Holmes sugeruje, iż kobieta zaczyna cierpieć na demencję. |    |                                        |                 |                                |                      |                   |
| 65 | 18 | The View From Olympus                  | Seith Mann      | Jordan Rosenberg, Bob Goodman  | 2 kwietnia 2015      | 18 kwietnia 2015  |
| Holmes i Watson badają sprawę zabójstwa mężczyzny, który pracował dla firmy prowadzącej serwis typu Carpooling. Sherlock Holmes zostaje postawiony w trudnej sytuacji po tym, jak jego przyjaciółka prosi go o użyczenie nasienia w celu prokreacyjnym. |    |                                        |                 |                                |                      |                   |
| 66 | 19 | One Watson, One Holmes                 | John Polson     | Robert Hewitt Wolfe            | 9 kwietnia 2015      | 25 kwietnia 2015  |
| Holmes i Watson pracują nad sprawą zabójstwa wpływowego członka grupy hakerskiej „Everyone”, który używał pseudonimu „Species”. |    |                                        |                 |                                |                      |                   |
| 68 | 20 | A Stitch in Time                       | Ron Fortunato   | Peter Ocko                     | 16 kwietnia 2015     | 2 maja 2015       |
| Zostaje zamordowany mężczyzna obalający wierzenia sekt oraz wykluczający działanie sił nadprzyrodzonych. Holmes odkrywa, iż mężczyzna przed śmiercią gościł u kobiety, która skarżyła się na obecność ducha jej męża. Detektyw odkrywa, iż w domu sąsiadów tej kobiety ktoś zrobił podkop do kabla transatlantyckiego. Policjantka Hanna Gregson (córka kapitana NYPD) zgłasza się do Watson po pomoc w rozwiązaniu sprawy napadów na apteki.                                                                        |    |                                        |                 |                                |                      |                   |
| 69 | 21 | Under My Skin                          | Aaron Lipstadt  | Jeffrey Paul King              | 23 kwietnia 2015     | 9 maja 2015       |
| Dochodzi do zabójstwa załogi karetki pogotowia, a sam pojazd wraz z pacjentem zostaje uprowadzony. Detektywi odkrywają, iż uprowadzona pacjentka szmuglowała w swoich wnętrznościach narkotyki z Brazylii. Sherlock odkrywa, iż Alfredo został zwolniony z firmy produkującej zabezpieczenia antykradzieżowe do samochód. Mężczyzna po utracie pracy mści się na dawnym pracodawcy, uprawiając nielegalny proceder.                                                                                                  |    |                                        |                 |                                |                      |                   |
| 70 | 22 | The Best Way Out Is Always Through     | Michael Slovis  | Arika Lisanne Mittman          | 30 kwietnia 2015     | 16 maja 2015      |
| Na stacji metra zostaje zamordowany sędzia, który wcześniej gości na bankiecie wyborczym u ubiegającego się o reelekcję gubernatora. Na miejscu zbrodni policja znajduje odciski kobiety, która kilka dni wcześniej uciekła z więzienia. Sherlock kupuje na nielegalnej aukcji Puchar Stanleya a następnie testuje go, sprawdzając czy jest autentyczny. Marcus Bell randkuje się z policjantką, okazuje się, iż jego wybranka skrywa przed nim tajemnicę                                                            |    |                                        |                 |                                |                      |                   |
| 71 | 23 | Absconded                              | Guy Ferland     | Jason Tracey                   | 7 maja 2015          | 23 maja 2015      |
| Inspektor Ministerstwa Rolnictwa zostaje zamordowany podczas kontroli uli na wsi. Holmes odkrywa, iż mężczyzna był ogniwem spisku, którego celem był bogaty arabski emir. |    |                                        |                 |                                |                      |                   |
| 72 | 24 | A Controlled Descent                   | John Polson     | Robert Doherty                 | 14 maja 2015         | 30 maja 2015      |
| Alfredo zostaje porwany przez byłego znajomego Holmesa, narkomana – Oscara Rankina. Żąda on od Holmesa, by ten odnalazł jego siostrę Olivię, w zamian za uwolnienie Alfredo. |    |                                        |                 |                                |                      |                   |

## Sezon 4 (2015-2016)
11 maja 2015 roku, stacja CBS zamówiła oficjalnie 4 sezon serialu.
| Nr | #  | Tytuł                             | Reżyseria        | Scenariusz                    | Premiera          | Premiera          |
| --- | -- | --------------------------------- | ---------------- | ----------------------------- | ----------------- | ----------------- |
| 73 | 1  | The Past Is Parent                | John Polson      | Robert Doherty                | 5 listopada 2015  | 15 listopada 2015 |
| Sherlock kontynuuje życie w trzeźwości, ale groźba więzienia za pobicie Oscara zaprząta mu głowę. Sherlock i Watson zostają zwolnieni z pracy na posterunku, dlatego na własną rękę zajmują się sprawą dwóch kobiet, które zaginęły w roku 2010. Sherlock dowiaduje się, iż jego sprawa o pobicie została ukręcona i nie będzie odpowiadał karnie. Holmes zostaje odwiedzony przez swojego ojca – Morlanda. Mężczyzna oświadcza synowi, iż „posprzątał po nim bałagan”, dzięki czemu nie pójdzie on do więzienia. |    |                                   |                  |                               |                   |                   |
| 74 | 2  | Evidence of Things Not Seen       | Ron Fortunato    | Jason Tracey                  | 12 listopada 2015 | 22 listopada 2015 |
| Morland Holmes oferuje synowi i Joan ponowną pracę dla posterunku policji. Nazajutrz para otrzymuje od FBI sprawę potrójnego zabójstwa w placówce neuroekonomicznej. Joan waha się czy powinna pozwolić Morlandowi by załatwił im ponowną pracę na posterunku. Sherlock oświadcza, iż przysługi jego ojca zawsze są okupione sowitą ceną. Ostatecznie jednak decydują się przyjąć ofertę. Joan próbuje sprawdzić jakie motywy kierują Morlandem. |    |                                   |                  |                               |                   |                   |
| 75 | 3  | Tag, You’re Me                    | Christine Moore  | Bob Goodman                   | 19 listopada 2015 | 29 listopada 2015 |
| Posterunek zajmuje się sprawą zabójstwa dwóch mężczyzn, z których jeden wygląda jak sobowtór drugiego. Sherlock pyta się ojca o jego przedłużający się pobyt w Nowym Jorku. Morland ostatecznie przyznaje, iż zamierza zostać w mieście na stałe i pragnie znów współpracować z Sherlockiem. |    |                                   |                  |                               |                   |                   |
| 76 | 4  | All My Exes Live in Essex         | Michael Pressman | Robert Hewitt Wolfe           | 26 listopada 2015 | 6 grudnia 2015    |
| Joan zostaje poproszona o pomoc w klinice w której kiedyś pracowała. Kiedy udaje się na miejsce wraz z Sherlockiem dowiadują się o zaginięciu jednej pracownicy laboratorium. Sherlock odkrywa jej zwłoki w tym samym budynku: kobieta została zamieniona w szkielet służący do zajęć edukacyjnych. Podczas śledztwa Sherlock i Joan natrafiają na ślady oszustwa medycznego, którego świadkiem była zamordowana. Joan odkrywa, iż jest prześladowana przez detektyw Cortez. |    |                                   |                  |                               |                   |                   |
| 77 | 5  | The Games Underfoot               | Alex Chapple     | Arika Lisanne Mittman         | 10 grudnia 2015   | 13 grudnia 2015   |
| Alfredo żali się Joan, iż Sherlock go unika. Watson i Holmes badają sprawę zabójstwa archeologa, który przeszukiwał wysypisko śmieci po to by znaleźć zabytkowe egzemplarze gry video. Joan mówi Sherlockowi o Alfredo. Holmes postanawia odwiedzić przyjaciela. Wyjaśnia mu, iż zmienił miejsce spotkań Anonimowych Narkomanów, ponieważ w starej grupie brakowało mu nowych bodźców, co jego zdaniem mogłoby się skończyć powrotem do nałogu. |    |                                   |                  |                               |                   |                   |
| 78 | 6  | The Cost of Doing Business        | Aaron Lipstadt   | Jason Tracey                  | 17 grudnia 2015   | 20 grudnia 2015   |
| Po tym jak w dzielnicy finansowej snajper strzela do dziewięciu osób i zabija cztery, Morland zjawia się u syna i oferuje swoją pomoc w śledztwie. Holmes odkrywa, iż tylko jednego osoba była celem snajpera a pozostałe zostały zabite aby utrudnić policji wykrycie prawdziwego celu ataku. Morland kontaktuje się ze swoim człowiekiem z Interpolu, Lukasem prosząc o informacje na temat strzelca. Lukas przybywa do Nowego Jorku i szantażuje Morlanda ujawnieniem jego prawdziwych motywów, domagając się 5 mln euro za milczenie. Morland w odpowiedzi opowiada Lukasowi o tym jak zginął jego poprzednik.                                                                             |    |                                   |                  |                               |                   |                   |
| 79 | 7  | Miss Taken                        | Guy Ferland      | Tamara Jaron                  | 7 stycznia 2016   | 17 stycznia 2016  |
| Po tym jak emerytowany agent FBI zostaje znaleziony martwy, Sherlock odkrywa iż pracował on nad sprawą zaginięcia a następnie cudownego odnalezienia dziewczyny o imieniu Mina, która powróciła po latach do swojej rodziny. Holmes badając sprawę, orientuje się, iż rzekoma Mina jest oszustką, która podszywa się pod zaginioną dziewczynę. Mężczyzna dedukuje, iż agent FBI zginął próbując ją zdemaskować. Joan popada w konflikt ze swoim ojcem, który wydał książkę na temat jej pracy z Sherlockiem, publikując w niej nieprawdziwe informacje. |    |                                   |                  |                               |                   |                   |
| 80 | 8  | A Burden of Blood                 | Christine Moore  | Nick Thiel                    | 14 stycznia 2016  | 24 stycznia 2016  |
| Po tym jak ciężarna kobieta zostaje uduszona w swoim samochodzie, detektywni odkrywają iż miała ona kochanka, ponieważ jej mąż jest bezpłodny. Ofiara okazuje się być ponadto córką seryjnego mordercy, który przebywa od wielu lat w więzieniu. Detektyw Bell zamierza zdawać egzamin aby zostać sierżantem. Sherlock odkrywa, iż mężczyzna wcale nie chce awansować i odkrywa jego prawdziwe motywy. |    |                                   |                  |                               |                   |                   |
| 81 | 9  | Murder Ex Machina                 | Guy Ferland      | Robert Hewitt                 | 21 stycznia 2016  | 31 stycznia 2016  |
| Rosyjski oligarcha zostaje rozstrzelany pod restauracją w Nowym Jorku. Uciekający z miejsca zdarzenia bandyci rozbijają samochód i giną na miejscu. Sherlock odkrywa, iż samochód został zhakowany przez zleceniodawcę morderstwa, który pozbywając się wykonawców zatarł za sobą ślady. Próbując ustalić kto stoi za morderstwem detektywi trafiają do firmy Pentillion, która tworzy oprogramowanie do samochodów. Sherlock poznaje Fionę, introwertyczną programistkę która pracuje dla Pentillionu. Morland zaprasza Joan na obiad i prosi o pomoc w znalezieniu dobrego banku krwi, w którym mógłby zdeponować swoją krew, aby jej użyć w przyszłości, jeżeli znów zostanie ciężko ranny. |    |                                   |                  |                               |                   |                   |
| 82 | 10 | Alma Matters                      | Larry Teng       | Bob Goodman                   | 28 stycznia 2016  | 7 lutego 2016     |
| Relacje Sherlocka z ojcem pogarszają się po tym jak detektyw dowiaduje się o tym, iż Morland skrywa sekret, mający wpływ na jego bezpieczeństwo. Detektywi dostają zgłoszenie od pracownika socjalnego o zabójstwie jego kolegi. Sprawa ma związek z prywatnym koledżem. |    |                                   |                  |                               |                   |                   |
| 83 | 11 | Down Where the Dead Delight       | Jerry Levine     | Jeffrey Paul King             | 4 lutego 2016     | 14 lutego 2016    |
| W kostnicy doktora Hawesa wybucha bomba, która zabija pracownicę, sam doktor zaś cudem unika śmierci. Holmes i Watson odkrywają, iż zamachowiec chciał zniszczyć ciała, po to by uniemożliwić autopsje. Detektywi badając sprawę, łączą ją ze wcześniejszą śmiercią młodej dziewczyny, która była ofiarą stalkera. |    |                                   |                  |                               |                   |                   |
| 84 | 12 | A View With a Room                | John Polson      | Richard C. Okie               | 11 lutego 2016    | 21 lutego 2016    |
| Holmes pomaga tajniakowi z wydziały antynarkotykowego wykraść dane z pilnie strzeżonej placówki gangu motocyklowego. Fiona prosi Joan o pomoc w sprawdzeniu czy jej nowy szef nie jest przestępcą. |    |                                   |                  |                               |                   |                   |
| 85 | 13 | A Study in Charlotte              | Guy Ferland      | Robert Hewitt Wolfe           | 18 lutego 2016    | 28 lutego 2016    |
| Profesor botaniki i jego studenci umierają po spożyciu naparu z grzybów. Detektywi odkrywają, iż nieszkodliwe grzyby zostały podmienione na trujące. Holmes i Watson próbują ustalić kto z zabitych był celem mordercy. Sąsiad Joan i Sherlocka przeznacza swoje mieszkanie na wynajem, oferując je osobom, które szukają lokalu do imprez. Joan próbuje załagodzić konflikt z sąsiadem, który jak się okazuje, został zapoczątkowany przez małostkowość Sherlocka. |    |                                   |                  |                               |                   |                   |
| 86 | 14 | Who Is that Masked Man            | Larry Teng       | Jason Tracey                  | 25 lutego 2016    | 6 marca 2016      |
| Po tym jak zostają zamordowani trzej członkowie chińskiej mafii, policja musi szybko ustalić sprawcę aby nie doprowadzić do wojny gangów. W odcinku ukazane zostają także kolejne fakty dotyczące relacji Sherlocka z Morlandem. |    |                                   |                  |                               |                   |                   |
| 87 | 15 | Up to Heaven and Down to Hell     | John Polson      | Tamara Jaron                  | 3 marca 2016      | 13 marca 2016     |
| Joan natrafia na kapitana Gregsona, który wychodzi z randki. Policjant przedstawia Joan swojej partnerce jako panią doktor, nazajutrz zaś pokrętnie tłumaczy dlaczego nie mógł wyjawić iż Joan pracuje dla policji. Watson postanawia znaleźć drugie dno w tej sprawie. Detektywi badają sprawę zabójstwa starszej, majętnej kobiety, która całą fortunę przepisała swojemu psu. Okazuje się, iż śmierć kobiety ma związek z pewną inwestycją budowlaną. |    |                                   |                  |                               |                   |                   |
| 88 | 16 | Hounded                           | Ron Fortunato    | Robert Hewitt Wolfe           | 10 marca 2016     | 20 marca 2016     |
| Odcinek odwołujący się do powieści „The Hound of the Baskervilles” Arthura Conana Doyle’a. Henry Baskerville ginie w parku po tym, jak jest goniony przez dziwne zwierzę świecące w ciemności. W niedługim czasie zaatakowany zostaje także brat zamordowanego. Holmes odkrywa, iż ktoś poluje na spadek po rodzinie Baskervillów. |    |                                   |                  |                               |                   |                   |
| 89 | 17 | You’ve Got Me, Who’s Got You?     | Seith Mann       | Paul Cornell                  | 20 marca 2016     | 3 kwietnia 2016   |
| Na Greenpoincie zostaje zamordowany mężczyzna w przebraniu superbohatera. Detektywi badając sprawę udają się do wydawcy komiksów. Morland wpłaca pokaźną sumę pieniędzy na rzecz fundacji na której zależy Joan, zmusza następnie kobietę by dla niego pracowała, ustalając kto jest kretem w jego firmie. |    |                                   |                  |                               |                   |                   |
| 90 | 18 | Ready or Not                      | Christine Moore  | Bob Goodman                   | 27 marca 2016     | 10 kwietnia 2016  |
| Sherlock i Watson otrzymują sprawę wyjaśnienia zaginięcia pewnego doktora. Okazuje się, iż mężczyzna został zamordowany, a przed śmiercią zakupił za spore pieniądze miejsce w bunkrze przeciwatomowym. Sherlock badając sprawę odkrywa, iż inwestor oferujący miejsca w bunkrze jest oszustem a sam obiekt to atrapa. Jednocześnie wychodzi na jaw, iż zamordowany lekarz zamieszany był w kradzież leków, co poszerza listę osób, które miały motyw by go zabić. Sherlock angażując się w związek z Fioną, zwierza się Watson ze swoich rozterek sercowych. |    |                                   |                  |                               |                   |                   |
| 91 | 19 | All In                            | Aaron Lipstadt   | Kelly Wheeler                 | 10 kwietnia 2016  | 24 kwietnia 2016  |
| Sherlock i Joan prowadzą sprawę napadu na graczy podczas nielegalnej sesji pokera z dużymi stawkami pieniężnymi. Z pozoru błaha sprawa okazuje się mieć drugie dno związane z aferą szpiegowską. Joan dowiaduje się, iż ma siostrę o imieniu Lin. |    |                                   |                  |                               |                   |                   |
| 92 | 20 | Art Imitates Art                  | Ron Fortunato    | Arika Lisanne Mittman         | 10 kwietnia 2016  | 1 maja 2016       |
| Detektywi badają sprawę zabójstwa młodej kobiety, która zginęła wychodząc z siłowni. Okazuje się, iż sprawa ma drugie dno powiązane z pewnym laboratorium kryminalnym. Joan próbuje nawiązać przyjaźń z Lin. |    |                                   |                  |                               |                   |                   |
| 93 | 21 | Ain't Nothing Like The Real Thing | Jeremy Webb      | Nick Thiel, Jeffrey Paul King | 17 kwietnia 2016  | 8 maja 2016       |
| 94 | 22 | Turn it Upside Down               | Lucy Liu         | Bob Goodman                   | 24 kwietnia 2016  | 15 maja 2016      |
| 95 | 23 | The Invisible Hand                | Guy Ferland      | Robert Doherty, Jason Tracey  | 1 maja 2016       | 22 maja 2016      |
| 96 | 24 | A Difference in Kind              | John Polson      | Jason Tracey, Robert Doherty  | 8 maja 2016       | 29 maja 2016      |

## Sezon 5 (2016-2017)
25 marca 2016 roku, stacja CBS zamówiła oficjalnie 5 sezon serialu.
| Nr  | #  | Tytuł                                  | Reżyseria        | Scenariusz                        | Premiera             | Premiera          |
| --- | -- | -------------------------------------- | ---------------- | --------------------------------- | -------------------- | ----------------- |
| 97  | 1  | Folie a Deux                           | Christine Moore  | Robert Doherty, Jeffrey Paul King | 2 października 2016  | 17 listopada 2016 |
| 98  | 2  | Worth Several Cities                   | Guy Ferland      | Robert Hewitt Wolfe               | 16 października 2016 | 24 listopada 2016 |
| 99  | 3  | Render, and then Seize Her             | Alex Chapple     | Jason Tracey                      | 23 października 2016 | 1 grudnia 2016    |
| 100 | 4  | Henny Penny the Sky is Falling         | John Polson      | Bob Goodman                       | 30 października 2016 | 8 grudnia 2016    |
| 101 | 5  | To Catch a Predator Predator           | Guy Ferland      | Tamara Jaron                      | 6 listopada 2016     | 15 grudnia 2016   |
| 102 | 6  | Ill Tidings                            | Ron Fortunato    | Jeffrey Paul King                 | 13 listopada 2016    | 22 grudnia 2016   |
| 103 | 7  | Bang Bang Shoot Chute                  | Jerry Levine     | Celeste Chan Wolfe                | 20 listopada 2016    | 29 grudnia 2016   |
| 104 | 8  | How the Sausage Is Made                | Michael Pressman | Mark Hudis                        | 27 listopada 2016    | 5 stycznia 2017   |
| 105 | 9  | It Serves You Right to Suffer          | Aidan Quinn      | Kelly Wheeler                     | 11 grudnia 2016      | 12 stycznia 2017  |
| 106 | 10 | Pick Your Poison                       | Jeremy Webb      | Bob Goodman                       | 18 grudnia 2016      | 19 stycznia 2017  |
| 107 | 11 | Be My Guest                            | Maja Vrvilo      | Jason Tracey                      | 8 stycznia 2017      | 26 stycznia 2017  |
| 108 | 12 | Crowned Clown, Downtown Brown          | Michael Slovis   | Jordan Rosenberg                  | 15 stycznia 2017     | 2 lutego 2017     |
| 109 | 13 | Over a Barrel                          | Guy Ferland      | Jeffrey Paul King                 | 29 stycznia 2017     | 2 marca 2017      |
| 110 | 14 | Rekt in Real Life                      | John Polson      | Robert Hewitt Wolfe               | 19 lutego 2017       | 9 marca 2017      |
| 111 | 15 | Wrong Side of the Road                 | Jennifer Lynch   | Robert Doherty, Jason Tracey      | 5 marca 2017         | 16 marca 2017     |
| 112 | 16 | Fidelity                               | Christine Moore  | Jason Tracey, Robert Doherty      | 12 marca 2017        | 23 marca 2017     |
| 113 | 17 | The Ballad of Lady Frances             | Aaron Lipstadt   | Bob Goodman, Jordan Rosenberg     | 19 marca 2017        | 30 marca 2017     |
| 114 | 18 | Dead Man’s Tale                        | Alex Chapple     | Tamara Jaron                      | 26 marca 2017        | 6 kwietnia 2017   |
| 115 | 19 | High Heat                              | Michael Hekmat   | Kelly Wheeler                     | 16 kwietnia 2017     | 27 kwietnia 2017  |
| 116 | 20 | The Art of Sleights and Deception      | Ron Fortunato    | Mark Hudis                        | 23 kwietnia 2017     | 5 maja 2017       |
| 117 | 21 | Flying into a Rage, Make a Bad Landing | Guy Ferland      | Bob Goodman                       | 30 kwietnia 2017     | 12 maja 2017      |
| 118 | 22 | Moving Targets                         | Lucy Liu         | Robert Hewitt Wolfe               | 7 maja 2017          | 19 maja 2017      |
| 119 | 23 | Scrambled                              | Christine Moore  | Jason Tracey                      | 14 maja 2017         | 26 maja 2017      |
| 120 | 24 | Hurt People Hurt People Too            | John Polson      | Robert Doherty, Jeffrey Paul King | 21 maja 2017         | 2 czerwca 2017    |

## Sezon 6 (2018)
14 maja 2017 roku stacja CBS zamówiła oficjalnie 6 sezon serialu.
| Nr  | #  | Tytuł                                   | Reżyseria        | Scenariusz                   | Premiera         | Premiera |
| --- | -- | --------------------------------------- | ---------------- | ---------------------------- | ---------------- | -------- |
| 121 | 1  | An Infinite Capacity for Taking Pains   | Christine Moore  | Bob Goodman                  | 30 kwietnia 2018 | 2018     |
| 122 | 2  | Once You've Ruled Out God               | Guy Ferland      | Robert Hewitt Wolfe          | 7 maja 2018      | 2018     |
| 123 | 3  | Pushing Buttons                         | Christine Moore  | Jeffrey Paul King            | 14 maja 2018     | 2018     |
| 124 | 4  | Our Time Is Up                          | Guy Ferland      | Liz Friedman                 | 21 maja 2018     | 2018     |
| 125 | 5  | Bits and Pieces                         | John Polson      | Tamara Jaron                 | 28 maja 2018     | 2018     |
| 126 | 6  | Give Me the Finger                      | Jonny Lee Miller | Jordan Rosenberg             | 4 czerwca 2018   | 2018     |
| 127 | 7  | Sober Companions                        | Seith Mann       | Jason Tracey                 | 11 czerwca 2018  | 2018     |
| 128 | 8  | Sand Trap                               | Jennifer Lynch   | Kelly Wheeler                | 18 czerwca 2018  | 2018     |
| 129 | 9  | Nobody Lives Forever                    | Guy Ferland      | Jeffrey Paul King            | 25 czerwca 2018  | 2018     |
| 130 | 10 | The Adventure of the Ersatz Sobekneferu | Lucy Liu         | Robert Hewitt Wolfe          | 2 lipca 2018     | 2018     |
| 131 | 11 | You've Come a Long Way, Baby            | Guy Ferland      | Bob Goodman                  | 16 lipca 2018    | 2018     |
| 132 | 12 | Meet Your Maker                         | Ron Fortunato    | Robert Hewitt Wolfe          | 23 lipca 2018    | 2018     |
| 133 | 13 | Breathe                                 | Christine Moore  | Bob Goodman                  | 30 lipca 2018    | 2018     |
| 134 | 14 | Through the Fog                         | Guy Ferland      | Jeffrey Paul King            | 6 sierpnia 2018  | 2018     |
| 135 | 15 | How to Get a Head                       | Christine Moore  | Sherman Li                   | 12 sierpnia 2018 | 2018     |
| 136 | 16 | Uncanny Valley of the Dolls             | Jonny Lee Miller | Tamara Jaron & Kelly Wheeler | 13 sierpnia 2018 | 2018     |
| 137 | 17 | The Worms Crawl In, the Worms Crawl Out | Jon Michael Hill | Jordan Rosenberg             | 20 sierpnia 2018 | 2018     |
| 138 | 18 | The Visions of Norman P. Horowitz       | Lucy Liu         | Jason Tracey, Brandon Tanori | 27 sierpnia 2018 | 2018     |
| 139 | 19 | The Geek Interpreter                    | Christine Moore  | Tamara Jaron, Kelly Wheeler  | 3 września 2018  | 2018     |
| 140 | 20 | Fit to be Tied                          | Ron Fortunato    | Jason Tracey                 | 10 września 2018 | 2018     |
| 141 | 21 | Whatever Remains, However Improbable    | Christine Moore  | Robert Doherty               | 17 września 2018 | 2018     |

## Sezon 7 (2019)
13 maja 2017 roku stacja CBS zamówiła oficjalnie 7 sezon serialu.
| Nr  | #  | Tytuł                  | Reżyseria        | Scenariusz                   | Premiera         | Premiera |
| --- | -- | ---------------------- | ---------------- | ---------------------------- | ---------------- | -------- |
| 142 | 1  | The Further Adventures | Christine Moore  | Robert Doherty, Jason Tracey | 23 maja 2019     |          |
| 143 | 2  | Gutshot                | Guy Ferland      | Jason Tracey, Robert Doherty | 30 maja 2019     |          |
| 144 | 3  | The Price of Admission | Thomas Carter    | Tamara Jaron                 | 6 czerwca 2019   |          |
| 145 | 4  | Red Light, Green Light | Jonny Lee Miller | Robert Hewitt Wolfe          | 13 czerwca 2019  |          |
| 146 | 5  | Into the Woods         | Christine Moore  | Jeffrey Paul King            | 20 czerwca 2019  |          |
| 147 | 6  | Command: Delete        | Craig Zisk       | Jordan Rosenberg             | 27 czerwca 2019  |          |
| 148 | 7  | From Russia with Drugs | Michael Hekmat   | Sean Bennett                 | 4 lipca 2019     |          |
| 149 | 8  | Miss Understood        | Michael Smith    | Bob Goodman                  | 11 lipca 2019    |          |
| 150 | 9  | On the Scent           | Christine Moore  | Jeffrey Paul King            | 18 lipca 2019    |          |
| 151 | 10 | The Latest Model       | Ron Fortunato    | Robert Hewitt Wolfe          | 25 lipca 2019    |          |
| 152 | 11 | Unfriended             | Lucy Liu         | Bob Goodman                  | 1 sierpnia 2019  |          |
| 153 | 12 | Reichenbach Falls      | Ron Fortunato    | Jason Tracey                 | 8 sierpnia 2019  |          |
| 154 | 13 | Their Last Bow         | Christine Moore  | Robert Doherty               | 15 sierpnia 2019 |          |